# We're Only in It for the Money
We're Only in It for the Money es el tercer álbum de The Mothers of Invention, banda liderada por Frank Zappa.
La portada de la edición original iba a ser una parodia de la tapa del disco Sgt. Pepper's Lonely Hearts Club Band de The Beatles, pero según Frank Zappa, Paul McCartney no la autorizó (por su parte Paul McCartney niega haber desautorizado la tapa). La parodia se incluyó en el arte interior del disco. Luego, en posteriores reediciones del disco, la parodia sí ocupó el lugar de la portada.

## Lista de canciones

### Lado A
1. "Are You Hung Up?" - 1:25
2. "Who Needs the Peace Corps?" - 2:34
3. "Concentrantion Moon" - 2:22
4. "Mom & Dad" - 2:16
5. "Telephone Conversation" - 0:49
6. "Bow Tie Daddy" - 0:33
7. "Harry, You're a Beast" - 1:21
8. "What's the Ugliest Part of Your Body?" - 1:03
9. "Absolutely Free" - 3:24
10. "Flower Punk" - 3:03
11. "Hot Poop" - 0:26

### Lado B
1. "Nasal Retentive Calliope Music" - 2:02
2. "Let's Make the Water Turn Black" - 2:01
3. "The Idiot Bastard Son" - 3:18
4. "Lonely Little Girl" - 1:19
5. "Take Your Clothes Off When You Dance" - 1:32
6. "What's the Ugliest Part of Your Body? (Reprise)" - 1:02
7. "Mother People" - 2:26
8. "The Chrome Plated Megaphone of Destiny" - 6:26

## Personal
- Frank Zappa – guitarra, piano, voz principal
- Jimmy Carl Black – batería, trompeta, voz, "indio del grupo"
- Roy Estrada – bajo, voz
- Bunk Gardner – instrumentos de viento
- Billy Mundi – batería, voz
- Don Preston – teclados
- Euclid James "Motorhead" Sherwood – saxofón barítono, saxofón soprano, "road manager"
- Ian Underwood – piano, instrumentos de viento